# Еразмов витешки турнир
Еразмов витешки турнир је модерни витешки турнир који се сваког августа од 1996. године одиграва у спомен на Еразма Јамског. Турнир се одиграва на простору испред Предјамског Града недалеко од Постојине (Словенија).

## Локација
Предјамски Град са налази изнад села Предјама на улазу у велику пећину(јаму) која у себи крије тајне пролазе коришћене у давна времена. Удаљен је 10km северозападно од Постојине односно 55km југозападно Љубљане.

## Традиција
Турнир се труди да опонаша турнире сличног типа који су се одигравали у XVI веку када је Предјамски Град добио свој данашњи изглед током обнове и проширења које су спровели Кобенцли 1583. године.
Име је добио по најпознатијем владару Града Еразму Јамском који је више година пркосио целом Светом римском царству да би га на крају опсео гувернер Трста на челу царске војске. Он је током опсаде свом противнику слао на поклон разна јела(дивљач, рибу, па чак и трешње), указујући му на апсурдност његовог покушаја да изгладни посаду замка пошто се она снабдева храном кроз тајне пролазе који воде кроз пећину која се налази иза замка. Опсада је окончана када су опсадиоци, уз помоћ слуге, катапултима разнеле нужник у коме се тада Еразмо налазио. Народна традиција га је запамтила као локалног Робина Худа који је отимао од богатих и давао сиромашнима, иако је Еразмо у стварности пљачкао и отимао све што би му требало или дошло у домет.

## Турнирске активности
Турнирска дешавања са састоје од низа активности предвиђених за различите „друштвене класе“. Свако од учесника турнирских збивања укључује се у једну од „класа“ и облачи се у скалду са тим.

### Витешке активности
Модерни витезови су стационирани у Витешком логору у коме се током целог дана посетиоци упознају са њиховом опремом и начином живота у средњем веку. Током преподнева и поподнева одигравају се борбе и такмичења:
- Стрелаца
- Мачевалаца
- Коњаника

### Активности слугу
Модерне слуге се окупљају на Пољу крај Млина где се одиграва сеоско славље звано Гауда. Оно укључује једење, пијење и различите врсте такмичења и забава прикладних тзв. „нижим“ слојевима.

### Дечје активности
Деца се окупљају Иза Градског амбара где се одвијају различите игрице, радионице, као мађионичарске, луткарске и комичарске представе.
Једна од атракција турнира је Средњовековни банкет на коме се служе јела рађена по рецептима и на начине који су стари преко пола миленијума.
Поред тога по целом простору крећу се забављачи и музичари који дочаравају дух средњег века. Посебно место на коме се окупљају разноразни забављачи је Еразмова липа(под којом је према легенди сахрањен Еразмо), под којом се дешало и да заиграју трбушне плесачице.
Сам турнир протиче под будним оком три славне историјске личности:
- Еразма Јамског, чувеног управника замка
- Андреаса Бојмкирхнера, Еразмов пријатељ и командант победе над Турцима код Беча
- Бискупа Пиколоминија (итал. Piccolomini), који је освештао капелу у Предјамском Граду и који је познатији као папа Пије II

Турнир представља велику туристичку атракцију, због чега је попримио и међународни карактер. На турниру 2006. године учествовали су модерни витезови из:
- Словенија
- Србија
- Чешка
- Италија